# كرد إيران
كرد إيران (بالكردية: کورد لە ئێران، Kurdên Îranê) (بالفارسية: کردهای ایران) هم ثالث أكبر مجموعة عرقية في إيران بعد الفرس والأذربيجانيين الإيرانيين، يشكلون حوالي 10٪ من سكان البلاد وفقًا لوكالة المخابرات المركزية في عام 2014.

## التاريخ
استنادا إلى د.زيار في كتابه «إيران...ثورة في انتعاش» والذي طبع في نوفمبر 2000 في باكستان  فإنه بحلول سنة 1500 قبل الميلاد هاجرت قبيلتان رئيسيتان من الآريين من نهر الفولغا شمال بحر قزوين واستقرا في إيران وكانت القبيلتان هما الفارسيين والميديين أسس الميديون الذين استقروا في الشمال الغربي مملكة ميديا. وعاشت الأخرى في الجنوب في منطقة أطلق عليها الإغريق فيما بعد اسم بارسيس ومنها اشتق اسم فارس. غير أن الميديين والفرس أطلقوا على بلادهم الجديدة اسم إيران التي تعني «أرض الآريين» .
استنادا إلى تقديرات عام 2006 فإن ما يقارب 7% من مجموع 68,688,433 من الساكنين في إيران هم من الكرد ويقدر عددهم بحوالي 6.2 مليون نسمة . يعيش معظم الكرد في ومحافظة کردستان محافظة کرمانشاه ومحافظة ايلام ومحافظة همدان ومحافظة لورستان ومحافظة بة ختياري.
تشير مخطوطة قديمة من كتاب «أعمال أردشير بن باباك» إن صراعا نشأ بين مؤسس الدولة الساسانية أردشير الأول وملك كردي كان يدعى ماديغ  وهناك إشارة في موسوعة اللغة الفارسية المشهورة باسم لغت نامه إن والدة أردشير الأول كانت كردية .
من القرن العاشر وحتى القرن الثاني عشر كانت هناك إمارتان كرديتان تهيمنان على المنطقة الكردية في إيران، الحسنوية البرزكانية (959 - 1015) والعنازية (990 - 1117) وفي القرن الرابع عشر وصلت إمارة أردلان (1169 - 1867) إلى أوج قوتها إلى أن أنهى الملك القاجاري ناصر الدين شاه (1848 - 1896) نفوذ الأردلانيين في عام 1867.
حاول الصفويون أثناء فترة حكمهم إخضاع القبائل والإمارات الكردية تحت نفوذهم وأدت هذه المحاولات إلى صراعات دموية انتهت بهزيمة الكرد وعقابا للكرد قام الصفويون أثناء حكم تاهماسب الأول (1514 - 1576) بتدمير معظم القرى الكردية وتهجير ساكنيها إلى منطقة جبال البرز وخراسان   نسخة محفوظة 3 أبريل 2008 على موقع واي باك مشين..

## معركة قلعة دمدم
يعتبر معركة قلعة دمدم والتي تعرف عند الكرد بملحمة دمدم من أهم المعارك التأريخية الموثقة في تأريخ الكرد ويمكن رؤية آثار هذه الملحمة واضحة جدا في الأدب الكردي ويعتبر الكرد هذه المعركة علامة بارزة في تأريخ صراع الشعب الكردي من أجل استقلاله.
وقعت هذه المعركة بين الأكراد الذين كانوا يستوطنون المنطقة الواقعة قرب بحيرة أرومية بزعامة الأمير خان لبزيرين ومعناه بالعربية الأمير ذو الكف الذهبي وبين الصفويين بقيادة حاتم بيك في عام 1609 حيث كان الأمير الكردي يحاول الحفاظ على استقلالية المنطقة من الهيمنة الصفوية والعثمانية فقام الأمير الكردي بترميم وتطوير قلعة دمدم ورأى الصفويون في هذه المبادرة خطرا على نفوذهم في المنطقة فقاموا بتحشيد جيش ضخم وفرضوا حصارا طويلا على القلعة من شتاء عام 1609 إلى صيف عام 1610 وانتهى الحصار بهزيمة الكرد وقام الصفويون بعد ذلك بحملة إبادة وتهجير للكرد في تلك المنطقة . تم ذكر هذه المعركة في الكتب التاريخية الفارسية والصفوية والتركمانية ويعتبر الشاعر الكردي فقي طيران (1590 - 1660) أول كردي ذكر المعركة في عمل أدبي  نسخة محفوظة 11 أكتوبر 2008 على موقع واي باك مشين. ويعتبر هذا الحدث التاريخي من قبل الكرد ملحمة تأريخية ذات أهمية بالغة.

## التاريخ الحديث وجمهورية مهاباد
بالرغم من إن إيران أعلنت الحياد أثناء الحرب العالمية الثانية إلا أن الاتحاد السوفيتي توغلت في جزء من الأراضي الأيرانية وكان مبرر جوزيف ستالين لهذا التوغل هو أن شاه إيران رضا پهلوی كان متعاطفا مع أدولف هتلر ونتيجة لهذا التوغل هرب رضا بهلوي إلى المنفى وتم تنصيب محمد رضا بهلوي في مكانه ولكن الجيش السوفيتي استمر بالتوغل وكان الجيش الأحمر مسيطرا على شمال إيران وكان ستالين يطمح إلى توسيع نفوذ الاتحاد السوفيتي بصورة غير مباشرة عن طريق إقامة كيانات موالية لها .